# Mitane
Mitane (jap. 三種町 Mitane-chō) – miasto w Japonii, na wyspie Honsiu, w prefekturze Akita. Według danych na rok 2020 miejscowość zamieszkiwało 15 254 mieszkańców , a gęstość zaludnienia wyniosła 61,5 os./km².